# IC 5314
IC 5314 је галаксија у сазвјежђу Пегаз која се налази на листи објеката дубоког неба у Индекс каталогу.
Деклинација објекта је + 19° 18' 43" а ректасцензија 23h 21m 8,5s. Привидна величина (магнитуда) објекта IC 5314 износи 14,7 а фотографска магнитуда 15,7. IC 5314 је још познат и под ознакама MCG 3-59-42, CGCG 454-48, PGC 71160.